# تاشیا فیلیپس
تاشیا فیلیپس (انگلیسی: Ta'Shia Phillips؛ زادهٔ ۲۴ ژانویهٔ ۱۹۸۹) بازیکن بسکتبال اهل ایالات متحده آمریکا است.
وی در مسابقات کشوری و بین‌المللی در مجموع برندهٔ ۱ مدال طلا شده‌است.